# Xu Shixiao
Xu Shixiao (16 de fevereiro de 1992) é uma canoísta chinesa, campeã olímpica.

## Carreira
Formada pela Universidade Jiangxi, Shixiao conquistou a medalha de ouro nos Jogos Olímpicos de Verão de 2020 em Tóquio na prova de C-2 500 m feminino, ao lado de Sun Mengya, com o tempo de 1:55.495 minuto. Três anos depois, nos Jogos Olímpicos de Verão de 2024, em Paris, Xu e Sun repetiram a conquista da medalha de ouro na mesma prova.